# Rambutyo

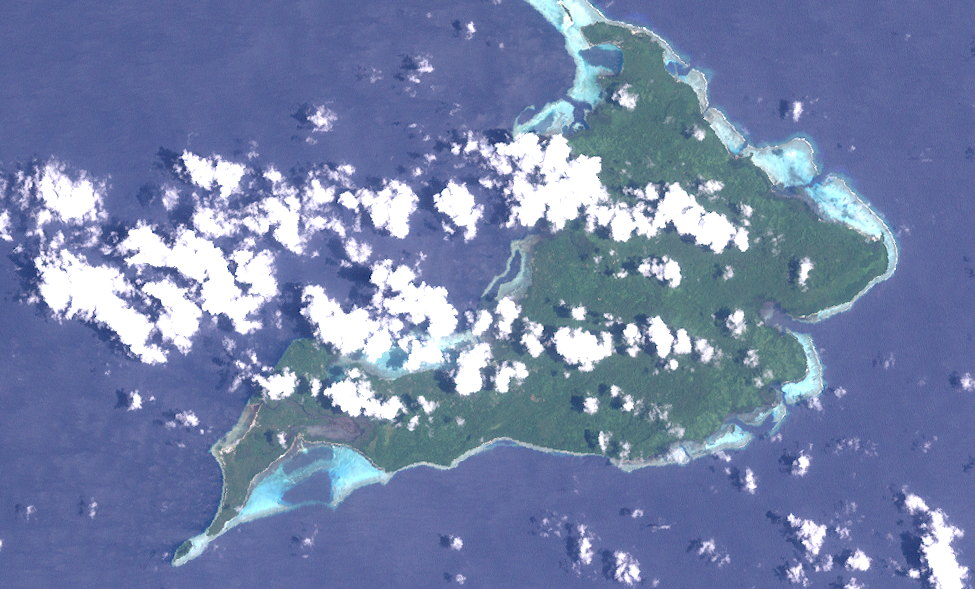
Imagem Landsat da Ilha Rambutyo

Rambutyo é uma das ilhas do Almirantado, no arquipélago de Bismarck. Politicamente integra a província de Manus da Papua-Nova Guiné.
Durante a Segunda Guerra Mundial, a ilha foi ocupada por um pequeno contingente de tropas japonesas. Em 3 de abril de 1944, os Aliados, liderados pelo 12.º Regimento de Cavalaria dos Estados Unidos, aterraram em Rambutyo. Em 23 de abril, as forças retiraram.